# Štěpánov nad Svratkou
Štěpánov nad Svratkou (tyska: Stiepanau) är en köping i Tjeckien. Den ligger i regionen Vysočina, i den centrala delen av landet. Štěpánov nad Svratkou är beläget 346 meter över havet och antalet invånare år 2016 är 704.